# Es war einmal … der Mensch
Es war einmal … der Mensch (französisch Il était une fois… l’Homme) ist eine französische Zeichentrickserie, die 1978 entstand und sich mit der Geschichte der Menschheit beschäftigt. Erfunden wurde sie von dem französischen Regisseur und Produzenten Albert Barillé. Sie hatte zum Ziel, Kinder gleichermaßen zu unterhalten und zu unterrichten, und stand am Beginn einer Reihe von Serien unter dem Titel Es war einmal … Altersfreigabe: FSK 0

## Inhalt
Die Hauptfigur ist „Maestro“ – ein bärtiger, weiser alter Mann, der stets im Hintergrund die passenden Geschichten erzählt, aber oft auch Teil der Geschichte ist. Fünf Milliarden Jahre vor unserer Zeit zeigt Maestro die Entstehung der Erde und erklärt die Entstehung des Lebens (im Präkambrium bis hin zu Ichthyostega), der Dinosaurier, der Neandertaler (auch deren Kannibalismus wird erwähnt) und des Menschen. Die Serie geht dabei immer wieder auf Hypothesen ein, die zur Zeit der Entstehung der Serie aktuell waren, inzwischen aber teilweise überholt sind. Auch finden sich vor allem in der Folge "Macht euch die Erde untertan" viele biblische Bezüge, hier tauchen u. a. Moses und Samson auf. In einigen Folgen werden Originalbilder eingeblendet, z. B. von der Klagemauer, in der Folge um das Goldene Zeitalter der Niederlande werden Gemälde berühmter Maler eingeblendet, so ist auch eine Einstellung des Gemäldes Die Kinderspiele von Pieter Bruegel des Älteren zu entdecken. Anders als der Titel um Elisabeth I. vermuten lässt, geht es in der Folge fast ausschließlich um Sir Francis Drake und seine Seereisen. Im späteren Verlauf behandelt sie wichtige Epochen, Ereignisse und Personen der Geschichte, jedoch nicht lückenlos. In der vorletzten Folge werden einige berühmte Persönlichkeiten des beginnenden 20. Jahrhunderts dargestellt von Jack Dempsey über Josephine Baker, Ernest Hemingway bis zu Micky Maus. Der Überblick endet mit dem Einstieg in das Zeitalter der Atombombe, mit dem Abwurf auf Hiroshima (Atombombenabwürfe auf Hiroshima und Nagasaki). Die letzte Folge spielt in der Zukunft und die Menschen müssen in den Weltraum auswandern, nachdem sie die Erde durch Massenkonsum und Kriege zerstört haben. In dieser Folge wird aus Goethes „Faust“ zitiert, u. a. „Schlägst du erst diese Welt zu Trümmern“ stammt aus der Verfilmung Faust.

## Episodenliste
| Nr. | Deutscher Titel                                                                    | Deutsche Erstausstrahlung | Originaltitel                           |
| --- | ---------------------------------------------------------------------------------- | ------------------------- | --------------------------------------- |
| 1   | Eine neue Welt entsteht (Und die Erde war geschaffen)                              | 08.01.1980                | Et la Terre fut…                        |
| 2   | Die Neandertaler                                                                   | 15.01.1980                | L’Homme du Néanderthal                  |
| 3   | Ein Mensch aus Cro-Magnon (Geburt eines Menschen)                                  | 22.01.1980                | Le Cro-Magnon                           |
| 4   | Macht euch die Erde untertan (Zwischen Tälern und Bergen)                          | 29.01.1980                | Les vallées fertiles                    |
| 5   | Die ersten Weltreiche (Die ersten Imperien)                                        | 05.02.1980                | Les premiers empires                    |
| 6   | Die Zeit des Perikles                                                              | 12.02.1980                | Le siècle de Périclès                   |
| 7   | Das Römische Reich (Der römische Friede)                                           | 19.02.1980                | Pax Romana                              |
| 8   | Die Welt des Islam (Der Geist des Islam)                                           | 26.02.1980                | Les conquêtes de l’Islam                |
| 9   | Die Karolinger                                                                     | 11./18.03.1980            | Les Carolingiens                        |
| 10  | Die Wikinger                                                                       | 25.3./1.4.1980            | L’âge des Vikings                       |
| 11  | Die Erbauer der Kathedralen                                                        | 08./15.04.1980            | Les bâtisseurs de cathédrales           |
| 12  | Die Reisen des Marco Polo                                                          | 22./29.04.1980            | Les voyages de Marco Polo               |
| 13  | Der Hundertjährige Krieg                                                           | 06.05.1980                | La Guerre de Cent Ans                   |
| 14  | Italien im 15. Jahrhundert (Das 14. Jahrhundert)                                   | 13.05.1980                | Le quattrocento                         |
| 15  | Das Goldene Zeitalter Spaniens (Das goldene Spanien)                               | 20.05.1980                | Le siècle d’or espagnol                 |
| 16  | Elisabeth von England                                                              | 27.05.1980                | L’Angleterre d’Elisabeth                |
| 17  | Die Blütezeit der Niederlande (Die große Zeit der Niederlande)                     | 03.06.1980                | L’âge d’or des provinces unies          |
| 18  | Der Sonnenkönig (Ludwig XIV.)                                                      | 10.06.1980                | Le grand siècle de Louis XIV            |
| 19  | Peter der Große                                                                    | 24.06.1980                | Pierre le Grand et son époque           |
| 20  | Das Zeitalter der Aufklärung (Aufbruch ins 18. Jahrhundert)                        | 01.07.1980                | Le siècle des lumières                  |
| 21  | Amerika                                                                            | 08.07.1980                | L’Amérique                              |
| 22  | Die Französische Revolution                                                        | 15.07.1980                | 1789–1814 (la Révolution Française)     |
| 23  | Eine neue Zeit beginnt (Menschenrecht)                                             | 22.07.1980                | Le printemps des peuples                |
| 24  | Aufbruch ins 20. Jahrhundert (Belle epoque) (vorwiegend: Geschichte der Luftfahrt) | 29.07.1980                | Ah, la Belle Époque (de 1900 à 1914)    |
| 25  | Welt im Umbruch (Zwischen den Kriegen)                                             | 05.08.1980                | Les Années Folles                       |
| 26  | Zwischen heute und morgen                                                          | 12.08.1980                | Il était une fois la Terre (Et demain?) |

## Figuren
Die Serie erzählt die Geschichte der Menschheit aus der Sicht einer kleinen Gruppe von Menschen. Die Mitglieder treten dabei immer als typische Vertreter der aktuellen Epoche auf. Manchmal übernehmen sie auch die Rolle einer berühmten Person aus der Geschichte, sofern diese zu ihrem Charakter passen. Von ein paar Figuren gibt es auch eine Kinderversion, die dann als Sohn beziehungsweise Tochter der Hauptfigur auftreten und später zur Hauptfigur heranwachsen.
- Maestro – Der weise alte Mann. Maestro stellt oft einen Erfinder, Philosophen oder Berater dar und repräsentiert dadurch den Fortschritt in jeder Epoche. Sein Erkennungsmerkmal ist ein langer weißer Bart, der seinen ganzen Körper umhüllt und auch zur Aufbewahrung diverser Gegenstände dient. In der deutschen Version der Serie ist seine Stimme auch die des Erzählers.
- Adam – Der Gute. Adam spielt oft den einfachen Mann aus dem Volk. Er ist mutig und hat einen guten Charakter. Seine Kinderversion heißt Peter.
- Eva – Die liebende Mutter und/oder Gefährtin. Sie ist blond und eine starke Frau – oft Adams Ehefrau. Auch von ihr gibt es eine Mädchenversion.
- Jumbo – Der Starke. Jumbo ist Adams bester Freund und immer zur Stelle, wenn dieser mit physischer Gewalt konfrontiert ist. Er hat rote Haare sowie die Statur und Kraft eines Bären. Seine Kinderversion heißt Hans.
- Klotz – Der Brutale mit der langen roten Nase. Er ist nicht besonders klug, aber sehr jähzornig, und bezieht sich fast immer auf das Recht des Stärkeren, womit er quasi das böse Gegenstück zum den Fortschritt präsentierenden Maestro bildet. Nur Jumbo gegenüber gibt er sehr schnell klein bei.
- Das Ekel – Der kleine Rothaarige ist hinterlistig und der treue Handlanger von Klotz. Aufgrund seiner eigenen körperlichen Schwäche und Feigheit versteckt er sich gerne hinter Klotz oder handelt in dessen Namen, um sich stark zu fühlen.
- Memory – Die Uhr. Er zeigt die aktuelle Jahreszahl an und muss auch gelegentlich verhindern, dass der Maestro eine Erfindung oder Entdeckung vor der Zeit macht. Je nach Zeitalter trägt sie passende Trachten wie Lorbeeren oder Wikingerhelme.

## Produktion und Veröffentlichung
Die Serie wurde produziert vom französischen Studio Procidis unter der Leitung von Albert Barillé in Zusammenarbeit mit France Régions FR3, Société Radio Canada, RAI Radiotelevisione Italiana, der Schweizerischen Radio- und Fernsehgesellschaft (SRG), Radiodifusion-Télévision Belge RTBF, Belgische Ratio en Televisie BRT, KRO Holland, Norsk Rikskringkasting NRK, Sveriges Radio AB SR, Televisión Española RTVE, Access Alberta und Tatsunoko Productions. Die Musik komponierte Michel Legrand. In der Musik des Vorspanns unterscheiden sich französische und deutsche Filmversion. In der Originalfassung erklingt die Toccata und Fuge d-Moll BWV 565, während in der deutschen Fassung der Anfang des Liedes Tausend Jahre sind ein Tag von Udo Jürgens zu hören ist. Folge 13 (Der Hundertjährige Krieg) wurde in Deutschland nur in einer auf 13 Minuten gekürzten Fassung veröffentlicht. Die Sendungen wurden auf den folgenden Sendern ausgestrahlt; die Serie erschien komplett auf Deutsch auf DVD. 2014 erschien die Serie komplett digital restauriert auf Blu-ray. Es gab auch etwas gekürzte Fassungen als Hörspiel auf Schallplatte und Musikkassette.
Diese Serie sowie deren Nachfolge-Serien wurden nahezu in allen Sprachen synchronisiert.
| Land                   | Sender                                                        | Serientitel                                                                   |
| ---------------------- | ------------------------------------------------------------- | ----------------------------------------------------------------------------- |
| Belgien                | RTBF, Vlaamse Radio- en Televisieomroep (BRT)                 | Il était une fois l' Homme Er was eens.. De Mens                              |
| Chile                  | Televisión Nacional de Chile                                  | Érase una vez … el hombre                                                     |
| Deutschland            | ZDF, Westdeutscher Rundfunk (WDR), Südwestfunk (SWF)          | Es war einmal … der Mensch                                                    |
| Ecuador                | Ecuavisa                                                      | Érase una vez… el hombre                                                      |
| Finnland               | Yleisradio (YLE)                                              | Olipa kerran ihminen                                                          |
| Frankreich             | France 3 (FR3)                                                | Il était une fois … l’Homme                                                   |
| Griechenland           | Elliniki Radiofonia Tileorasi (ERT)                           | Μια φορά και έναν καιρό ήταν… ο άνθρωπος                                      |
| Hongkong               | Television Broadcasts Limited (TV)                            | 人做了甚麼                                                                    |
| Irland                 | Raidió Teilifís Éireann (RTÉ)                                 |                                                                               |
| Island                 | Sjónvarpið (RÚV)                                              | Einu sinni var … Saga Mannkyns                                                |
| Israel                 | Israeli Educational Television                                | היה היה – האדם                                                                |
| Italien                | Radiotelevisione Italiana (RAI)                               | C’era una volta l’uomo                                                        |
| Kanada                 | CBC Television, Télévision de Radio-Canada, Access TV Alberta | Once Upon a Time… Man Il était une fois… l’Homme                              |
| Kuba                   | Cubavision                                                    | Érase una vez … el hombre                                                     |
| Mexiko                 | XHGC-TV                                                       | Érase una vez … el hombre                                                     |
| Niederlande            | Katholieke Radio Omroep (KRO)                                 | Er was eens … De Mens                                                         |
| Norwegen               | Norsk rikskringkasting (NRK)                                  | Det var en gang et menneske                                                   |
| Österreich             | Österreichischer Rundfunk (ORF)                               | Es war einmal … der Mensch                                                    |
| Peru                   | Panamericana Televisión (PANTEL)                              | Érase una vez… el hombre                                                      |
| Polen                  | Telewizja Polska (TVP), TV Puls                               | Był sobie człowiek                                                            |
| Portugal               | Rádio e Televisão de Portugal (RTP)                           | Era uma vez … o homem                                                         |
| Schweden               | Sveriges Radio (SR)                                           | Det var en gång – tidernas äventyr                                            |
| Schweiz                | Télévision Suisse Romande (SSR) französisch                   | Es war einmal … der Mensch Il était une fois … l’Homme C’era una volta l’uomo |
| Slowakei               | Československá televízia (ČST)                                | Bol raz jeden … človek                                                        |
| Spanien                | Televisión Española (TVE)                                     | Érase una vez … el hombre                                                     |
| Südafrika              | South African Broadcasting Corporation (SABC/SAUK)            | Eendag was daar..                                                             |
| Südkorea               | Educational Broadcasting System                               | 옛날 옛적에…                                                                  |
| Tschechien             | Československá televize (ČST), Česká televize (ČT)            | Byl jednou jeden člověk                                                       |
| Türkei                 | Türkiye Radyo ve Televizyon Kurumu (TRT)                      | Bir varmış, bir yokmuş, bir zamanlar insan varmış                             |
| Ungarn                 | Minimax                                                       | Egyszer volt az ember                                                         |
| Uruguay                | Canal 4                                                       | Érase una vez … el hombre                                                     |
| Vereinigte Staaten     | Public Broadcasting Service                                   | Once Upon a Time … Man                                                        |
| Venezuela              | Televisora Nacional Canal 5                                   | Érase una vez … el hombre                                                     |
| Vereinigtes Königreich | Independent Television (ITV)                                  | Once Upon a Time … Man                                                        |

## Synchronisation
Das Dialogbuch stammt von Siegfried Rabe, der auch Regie führte.
| Rolle       | deutscher Name der Rolle | französischer Sprecher | deutscher Sprecher |
| ----------- | ------------------------ | ---------------------- | ------------------ |
| Erzähler    | Erzähler                 | Roger Carel            | Josef Meinrad      |
| Maestro     | Maestro                  | Roger Carel            | Josef Meinrad      |
| Pierre      | Adam                     | Roger Carel            | Joachim Tennstedt  |
| Le Nabot    | Das Ekel                 | Patrick Préjean        | Klaus Miedel       |
| Pierette    | Eva                      | Annie Balestra         | Marianne Lutz      |
|             | Hans                     | Vincent Ropion         | Patrick Elias      |
| Le Gros     | Jumbo                    | Yves Barsacq           | Michael Chevalier  |
| Le Teigneux | Klotz                    | Claude Bertrand        | Arnold Marquis     |
|             | Peter                    |                        | Oliver Rohrbeck    |

## Comicadaption
Der zum Splitter Verlag gehörende Toonfish Verlag bringt Comics im Stil der Zeichentrickserie heraus.
- Band 1: Die Urzeit. Toonfish, Bielefeld 2017, ISBN 978-3-95839-965-5.
- Band 2: Das alte Ägypten. Toonfish, Bielefeld 2018, ISBN 978-3-95839-966-2.
- Band 3: Die Wikinger. Toonfish, Bielefeld 2019, ISBN 978-3-95839-967-9.
- Band 4: Rom. Toonfish, Bielefeld 2019, ISBN 978-3-95839-968-6.
- Band 5: Der Hundertjährige Krieg. Toonfish, Bielefeld 2020, ISBN 978-3-95839-998-3.
- Band 6: Die Zeit von Leonardo da Vinci. Toonfish, Bielefeld 2021, ISBN 978-3-95839-999-0.